# غوردون بينيت (رسام)
غوردون بينيت (بالإنجليزية: Gordon Bennett)‏ هو رسام أسترالي، ولد في 8 أكتوبر 1955 في مونتو في أستراليا، وتوفي في 3 يونيو 2014.

## وصلات خارجية
- غوردون بينيت على موقع ديسكوغز (الإنجليزية)